# Sascha Riether
Sascha Riether (Lahr/Schwarzwald, 23 maart 1983) is een Duits voetballer die bij voorkeur als rechtsback speelt. Hij tekende in juli 2015 een contract tot medio 2016 bij FC Schalke 04, met een optie voor nog een seizoen.

## Clubcarrière
Riether stroomde in 2002 door vanuit de jeugd van SC Freiburg, op dat moment actief in de 2. Bundesliga. In zijn eerste seizoen kwam hij tot 23 optredens in het eerste team en promoveerde hij met de club naar Bundesliga. Hier bracht hij twee seizoenen in door met Freiburg en vervolgens nog twee in de 2. Bundesliga. Riether speelde in vijf seizoenen 139 competitiewedstrijden voor de club uit Zuidwest-Duitsland.
Freiburg verkocht Riether in juli 2007 voor een half miljoen euro aan VfL Wolfsburg, wat voor hem een terugkeer in de Bundesliga betekende. Hij speelde vier seizoenen voor de club, met als sportief hoogtepunt een landskampioenschap in het seizoen 2008/09. De drie andere jaren leverden een vijfde, achtste en vijftiende plaats op. Riether speelde in die tijd 116 wedstrijden voor de club.
Wolfsburg verkocht Riether in juli 2011 voor 2,8 miljoen euro aan FC Köln, de nummer tien van Duitsland in het voorgaande seizoen. In zijn eerste seizoen speelde hij 33 competitiewedstrijden. Hij kon daarin niet verhinderen dat de club op de zeventiende plaats eindigde en zo degradeerde naar de 2. Bundesliga.
FC Köln verhuurde Riether gedurende het seizoen 2012/13 aan Fulham, op dat moment actief in de Premier League. Hier zag hij zijn ex-ploegmaat van bij VfL Wolfsburg Ashkan Dejagah terug. Hij startte in de eerste wedstrijd van het seizoen tegen Norwich City (5-0 winst) meteen in de basiself en zou die plek niet meer afstaan. Op 2 maart 2013 scoorde hij zijn eerste doelpunt in de Premier League, tegen Sunderland. Nadat hij met Fulham in 2013 als twaalfde eindigde op de ranglijst, nam de Engelse club Riether definitief over van Köln. Tijdens zijn tweede seizoen degradeerden hij en zijn teamgenoten.
Riether keerde in 2014 terug bij SC Freiburg, dat sinds 2009 weer in de Bundesliga speelde. Aan het eind van het jaar degradeerde hij voor de tweede keer in zijn carrière met de club naar de 2. Bundesliga. Riether daalde dit keer zelf niet mee af. Hij tekende in juli 2015 een contract tot medio 2016 bij FC Schalke 04, de nummer zes van Duitsland in het voorgaande seizoen. In zijn verbintenis werd een optie voor nog een seizoen opgenomen.

## Interlandcarrière
Riether debuteerde op 11 augustus 2010 in het Duits voetbalelftal, in een vriendschappelijke wedstrijd tegen Denemarken (2–2). Hij speelde 34 minuten als invaller voor Andreas Beck. Zijn tweede wedstrijd voor Die Mannschaft vond plaats op 7 september 2010, een EK-kwalificatiewedstrijd tegen Azerbeidzjan (6–1 winst).

## Erelijst
| Competitie             |             |             |             |             |
| Competitie             | Aantal      | Jaren       |             |             |
| SC Freiburg            | SC Freiburg | SC Freiburg | SC Freiburg | SC Freiburg |
| ---------------------- | ----------- | ----------- | ----------- | ----------- |
| Kampioen 2. Bundesliga | 1x          | 2002/03     |             |             |
| VfL Wolfsburg          |             |             |             |             |
| Kampioen Bundesliga    | 1x          | 2008/09     |             |             |

1 Hoffmann ·
2 Sánchez ·
4 Noode ·
5 Murkin ·
6 Schallenberg ·
7 Seguin ·
8 Younes ·
9 Sylla ·
11 Lasme ·
14 Bachmann ·
15 Højlund ·
16 Zalazar ·
17 Gantenbein ·
18 Antwi-Adjei ·
19 Karaman  ·
21 Wasinski ·
22 Cissé ·
23 Aydın ·
24 Hamache ·
26 Kalas ·
27 Tempelmann ·
28 Heekeren ·
29 Mohr ·
30 Donkor ·
31 Bulut ·
34 Langer ·
35 Kamiński ·
37 Grüger ·
Coach: Van Wonderen
· Assistent-coach: Balette
· Assistent-coach: Molenaar
· Assistent-coach: Sam